# Mini Israel

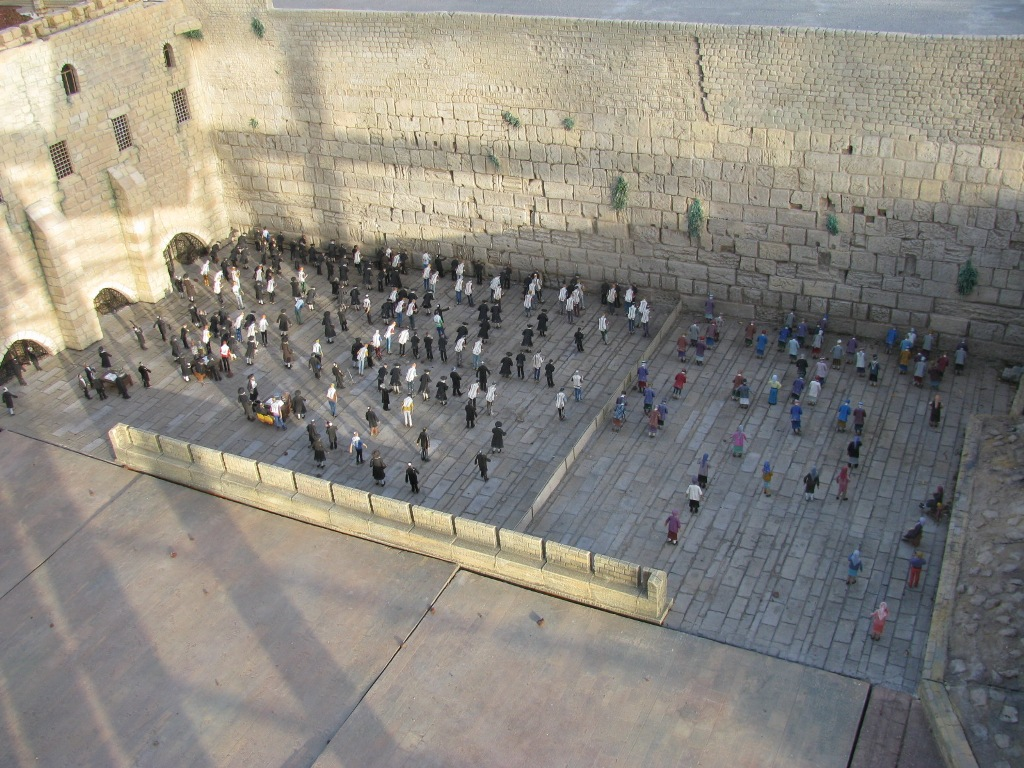
Maqueta del mur de les Lamentacions

Mini Israel (en hebreu: מיני ישראל) és un parc en miniatura situat a prop de Latrun, Israel, a la vall d'Ayalon. Inaugurat el novembre de 2002, el lloc conté rèpliques en miniatura de centenars d'edificis i llocs d'interès a Israel. L'atractiu turístic es compon de prop de 350 models en miniatura, la majoria dels quals estan en una escala d'1:25.